# Agrupación de Juventudes Tradicionalistas
La Agrupación de Juventudes Tradicionalistas (AJT) fue un partido español legalizado en 1977, de ideario tradicionalista carlista.

## Historia

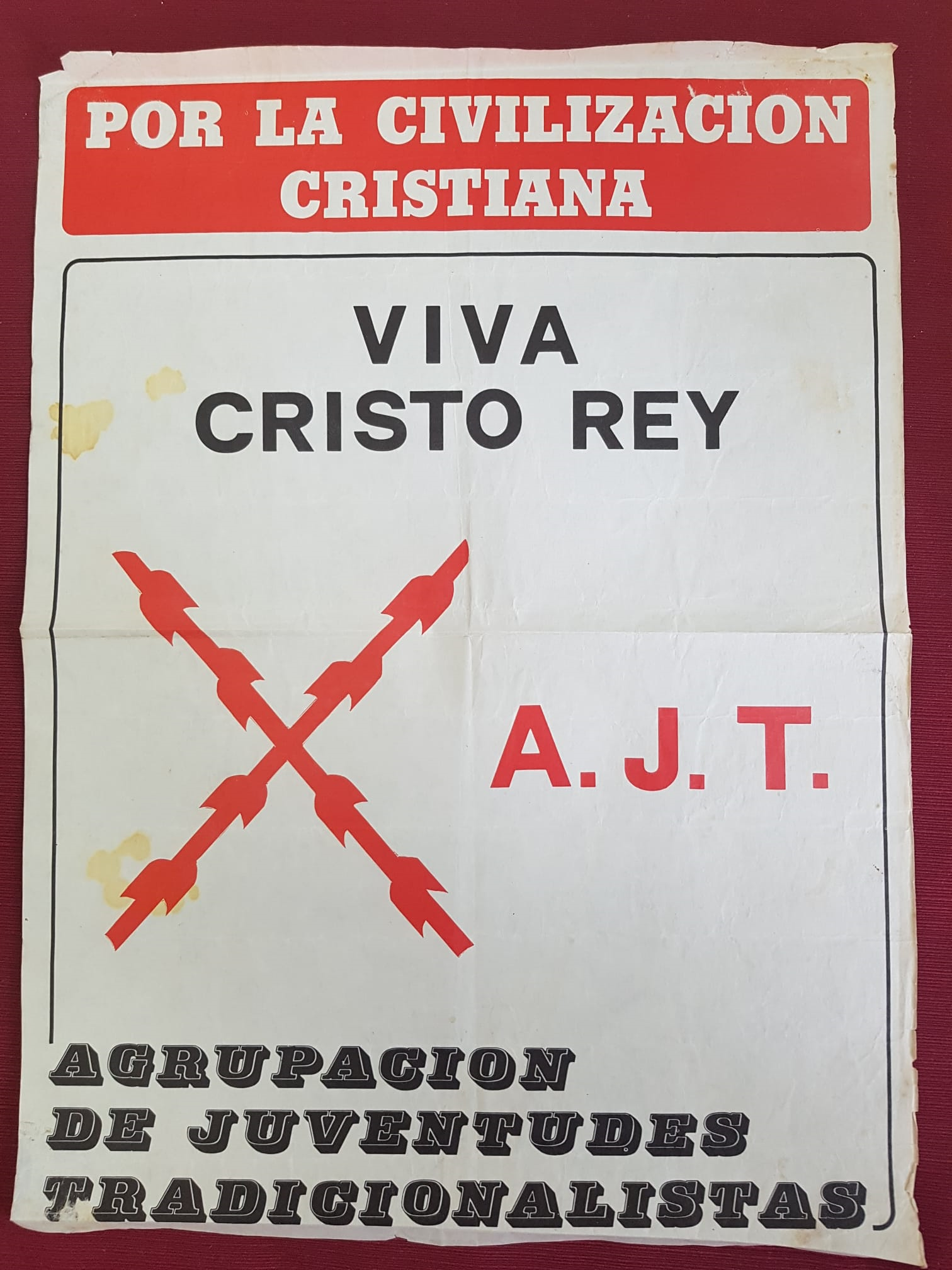
Cartel de la AJT en los años 70.

La AJT se creó, inspirada en el Requeté, a raíz de los sucesos de Montejurra de 1976. Su primer Jefe Nacional fue Juan Carlos García de Polavieja al que sustituyó su primo Santiago Martínez-Campos. También estuvo dirigida por Isidro Bustamante.
Durante la Transición estuvo coligada con Blas Piñar y a Fuerza Nueva, defendiendo lo que falangistas y tradicionalistas denominaban principios del 18 de julio.
En las elecciones generales de 1979 se presentó dentro de la coalición ultraderechista Unión Nacional, junto a Fuerza Nueva, Falange Española de las JONS, el Partido Nacional Sindicalista-Círculos Doctrinales José Antonio de Rivera, Comunión Tradicionalista, y Confederación Nacional de Excombatientes.
Posteriormente se convirtió de hecho en una organización juvenil de la Comunión Tradicionalista que lideraba Juan Sáenz-Díez. Entonces se integraron bajo las siglas AJT grupos locales preexistentes de Juventudes Tradicionalistas. En 1986 la AJT se integró en la Comunión Tradicionalista Carlista (CTC).